# El ascenso del hombre
El ascenso del hombre (The Ascent of Man) es el título de una serie documental de divulgación científica, coproducción pionera de la BBC, y también el título del libro correspondiente, ambos de la autoría del matemático y humanista británico de origen polaco judío Jacob Bronowski, quien fue también el presentador y murió, de un infarto agudo de miocardio, un año después de que apareció la serie, a los 66 años de edad.[cita requerida] Ambas obras abordan la historia de la humanidad desde el punto de vista de sus logros en el ámbito del conocimiento de la naturaleza y del desarrollo artístico. La serie fue dirigida por Mick Jackson y  producida por Adrian Malone y Richard Gilling, en asociación con Time-Life.

«Uno de los prejuicios modernos más destructivos ha sido que el arte y la ciencia representan intereses diferentes y, de alguna manera, intereses incompatibles.»
Jacob Bronowski, El sentido común de la ciencia, 1951

## Producción
La serie de televisión, de 13 capítulos, se filmó en 16 mm. El productor ejecutivo fue Adrian Malone, los directores fueron Richard Gilling, Mick Jackson, David John Kennard y David Paterson. Malone y Kennard emigraron luego a Hollywood, donde produjeron la serie Cosmos: A Personal Voyage (en español Cosmos: Un viaje personal), de Carl Sagan. Jackson los siguió más tarde, y dirige desde entonces largometrajes.
El título de la serie alude a El origen del hombre, de Charles Darwin. Durante los 13 episodios Jacob Bronowski viaja por todo el planeta para rastrear el desarrollo de la sociedad humana a través del conocimiento científico y la sensibilidad artística. La idea del libro fue un encargo de la BBC como un complemento de la serie Civilización (1969), de Kenneth Clark, sobre todo en el énfasis acerca de la importancia del arte como una de las principales fuerzas impulsoras de la evolución cultural. El objetivo de la BBC (en particular, de sir David Attenborough, por entonces contralor del canal BBC 2, si bien él ya había salido de la empresa para cuando El ascenso del hombre ya estaba en el aire) era presentar, en televisión a color, la serie de creaciones "producto de la civilización occidental a lo largo de los últimos dos mil años", según declaró el propio Attenborough en una entrevista en el 2004.

## La versión impresa
El libro de la serie, El ascenso del hombre (The Ascent of Man: A Personal View by J. Bronowski), es una transcripción casi literal de los episodios originales de la serie, y se distingue de la narración original del autor únicamente donde la ausencia de imágenes podría dificultar la comprensión. Sólo se omitieron, en el libro, muy pocos detalles de la versión fílmica: por ejemplo, el episodio 11, "Conocimiento o certeza", comienza con una imagen del rostro de Stefan Borgrajewicz como un anciano que había conocido el sufrimiento; al final del capítulo, después de que Bronowski muestra las ruinas de Hiroshima y los campos de Auschwitz, se observa en la serie una fotografía de un hombre más joven y, debajo, el nombre "BOR-GRAJEWICZ, Stefan" y el número 125558, su número oficial de su registro en los archivos de Auschwitz. Detalles como éste y otras secciones de ese episodio de la serie no aparecen en el libro.

## Índice temático
1. "Casi como los ángeles" ("Lower than the angels", en el original en inglés): acerca de los orígenes del Homo sapiens.
2. "La cosecha de las estaciones" ("The harvest of the seasons"): la agricultura y los primeros asentamientos humanos; el paso de lo nómada a lo sedentario; el invento de la guerra organizada como una forma de robo altamente planificada y coordinada.
3. "La veta en la piedra" ("The grain in the stone"): las herramientas y las primeras migraciones humanas; el origen de las ciudades (las primeras estructuras sociales; los sistemas de mensajes, de puentes y de caminos) y de la civilización; Machu Picchu y su sistema de irrigación; la viga y el arco); diferencia entre las arquitecturas inca y la griega, por un lado, y la romana y la árabe, por el otro; los francmasones constructores de las catedrales góticas.
4. "La estructura oculta" ("The hidden structure"): el fuego, los metales y la alquimia.
5. "La música de las esferas" ("Music of the spheres"): el lenguaje de los números.
6. "El mensajero celeste" ("The starry messenger"): el universo de Galileo.
7. "El mecanismo majestuoso" ("The majestic clockwork"): las leyes de Johannes Kepler y de Isaac Newton.
8. "El afán de poder" ("The drive for power"): la Revolución industrial.
9. "La escala de la creación" ("The ladder of creation"): las ideas de Charles Darwin y de Alfred Russel Wallace sobre el origen de las especies.
10. "Un mundo dentro del mundo" ("World within world"): la tabla periódica de los elementos y la física atómica.
11. "Conocimiento o certeza" ("Knowledge or certainty"): la certeza de que no hay conocimiento absoluto; el absolutismo y los campos de concentración; la inasequible obtención de una imagen exacta del mundo: la física cuántica y el espectro electromagnético.
12. "Generación tras generación" ("Generation upon generation"): Gregor Mendel, el ADN, la genética, la reproducción sexual, las diferencias entre la especie humana y otras especies.
13. "La larga infancia" ("The long childhood"): las características propias de nuestra especie y nuestro compromiso con nosotros y con el planeta.

## Nuevas ediciones en el Reino Unido
A finales de la década de 1990 Douglas Adams grabó nuevas introducciones y prefacios para una nueva versión de la serie en el canal de televisión británica vía satélite UK Horizons. Fue la primera reedición de la serie en más de una década. Sin embargo, se eliminaron hasta cinco minutos en cada uno de los episodios, a fin de dejar espacio para el nuevo material y para los anuncios comerciales.
Se dice que alrededor del año 2000 el Canal 5 quiso llegar a un acuerdo con la BBC para presentar la serie en su programación, pero la BBC rehusó rentar los derechos.
Poco tiempo después, el canal 2 de la BBC comenzó a programar la serie nuevamente como parte de su bloque Learning Zone (en pequeños bloques nocturnos y matutinos), con cortes de cinco minutos en cada episodio. La razón de los cortes no fue muy clara en este caso, pues el canal BBC Two no presenta comerciales en su programación.
En realidad la serie no se ha presentado sin cortes en el Reino Unido desde 1986, aunque el canal BBC Knowledge (el precursor del canal BBC Four) presentó algunos episodios completos.

## Edición en video

### Estados Unidos y Canadá
En estos dos países, la serie puede conseguirse en Ambrose Video Publishing (video Archivado el 14 de octubre de 2007 en Wayback Machine. o en DVD Archivado el 13 de octubre de 2007 en Wayback Machine.) y en Documental-video Archivado el 10 de julio de 2011 en Wayback Machine. (video Archivado el 22 de octubre de 2007 en Wayback Machine. o en DVD Archivado el 22 de octubre de 2007 en Wayback Machine.).

### Reino Unido, Irlanda, Australia y Nueva Zelanda
La serie se publicó tardíamente en PAL VHS y en las Regiones 2 y 4 PAL DVD en el Reino Unido a principios del 2005, en un principio únicamente a través de un sistema de ventas por correo. Comenzó a distribuirse a nivel nacional a partir del 18 de abril del 2005. Esta versión no incluye los fragmentos de Douglas Adams; la única característica adicional, además de un cuadernillo ilustrado con mucha información acerca de la elaboración de la serie, es un breve recuento a cargo de Sir David Frederick Attenborough, quien tuvo a su cargo la asignación de la serie. El paquete con el DVD también se ha distribuido comercialmente en Australia, Nueva Zelanda y Sudáfrica.